# Horizons (Parkway Drive)
Horizons è il secondo album in studio del gruppo musicale australiano Parkway Drive, pubblicato il 6 ottobre 2007 in Australia e il 9 ottobre dello stesso anno nel resto del mondo.

## Tracce
1. Begin – 0:49
2. The Sirens' Song – 3:09
3. Feed Them to the Pigs – 2:33
4. Carrion – 3:10
5. Five Months – 4:04
6. Boneyards – 3:14
7. Idols and Anchors – 3:50
8. Moments in Oblivion – 1:44
9. Breaking Point – 3:37
10. Dead Man's Chest – 3:22
11. Frostbite – 3:32
12. Horizons – 5:35

## Formazione
- Winston McCall – voce
- Jeff Ling – chitarra solista
- Luke Kilpatrick – chitarra ritmica
- Jia O'Connor – basso
- Ben Gordon – batteria, percussioni

## Classifiche
| Classifica (2007)         | Posizione massima |
| ------------------------- | ----------------- |
| Australia                 | 6                 |
| Stati Uniti (heatseekers) | 27                |